# Vermicompostagem
Vermicompostagem é uma tecnologia de tratamento e valorização da fração orgânica dos resíduos que recorre a espécies Epígeas de minhocas 

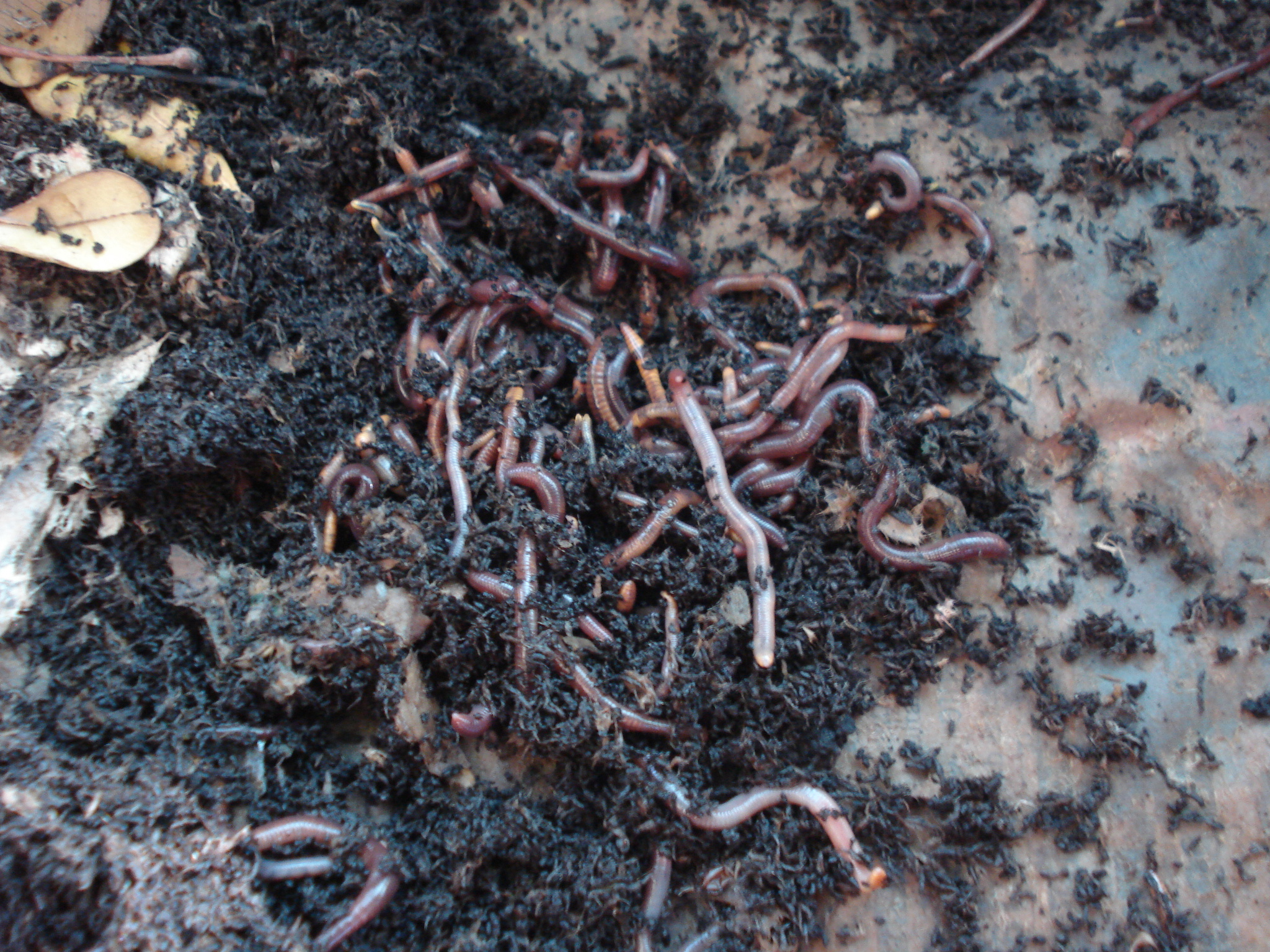
Vermicompostagem de resíduos alimentares num vermidigestor.

. Neste tipo de processo, os resíduos são adicionados por camadas em quantidades correspondentes à densidade de minhocas presente, a fim se evitar distúrbio nos biotas e a mortandade das minhocas ou a perda de sua capacidade reprodutiva.
A Vermicompostagem não deverá ser confundida com Vermicultura, ainda que em determinados países, como nos Estados Unidos, ambos os termos signifiquem a mesma técnica. Com efeito, a vermicompostagem refere-se à utilização de elevadas densidades de minhocas para tratamento de resíduos orgânicos e a vermicultura à produção de minhocas utilizando-se resíduos orgânicos como alimento, trabalhando-se neste caso a densidades reduzidas.
Contrariamente à compostagem, na vermicompostagem qualquer quantidade de resíduos poderá ser tratada por dia sendo que as minhocas realizam o trabalho de arejamento e reviramento natural dos resíduos, produzindo vermicomposto diariamente..

## Descrição do processo
No que respeita ao método de tratamento dos resíduos, estes são tratados através de adições de camadas entre 1 a 3 cm de altura ao sistema de tratamento, em alturas que não deverão ultrapassar 35 cm totais em altura útil, não existindo necessidade em arejar os mesmos periodicamente, comparativamente à compostagem.
Outras vantagens deste processo comparativamente a outras tecnologias de tratamento biológico diz respeito com a maior rapidez, eficiência e maior qualidades dos produtos finais.

### Benefícios ambientais
Do ponto de vista da eficiência e produtividade, a vermicompostagem é um processo com ampla capacidade em promover uma maior sustentabilidade nas organizações, habitações, escolas e população em geral, na medida em que a grande maioria da fração orgânica dos resíduos é desviada de Aterro sanitário. Se a este aspeto forem adicionados os resíduos de óleos alimentares usados (pois também poderão ser tratados através da ação das minhocas) ou as lamas de depuração e a biomassa florestal, facilmente se poderão perspetivar benefícios ambientais, económicos e sociais para as autarquias e municípios.
O setor agrícola é responsável por uma parte considerável dos impactes ambientais a nível local e mundial. Vermicompostagem e vermicultura são termos indissociáveis da Agricultura Orgânica, promotora de benefícios agroambientais. Os resíduos orgânicos, quando devidamente tratados, contribuem para a eliminação da aplicação de agroquímicos, sendo a vermicompostagem um processo ambientalmente correto e eficiente para criação de fatores de produção de qualidade acrescida, enriquecendo o solo em matéria orgânica, nutrientes e biodiversidade, sendo perfeitamente possível a obtenção de elevadas produções

## Sistemas de vermicompostagem
Os sistemas de tratamento utilizados em vermicompostagem variam entre a categoria doméstica (utilizando-se vermicompostores e vermidigestores) à larga-escala (utilizando-se vermidigestores) ainda que no espaço rural sejam frequentemente utilizados canteiros ou leiras de vermicompostagem, de cariz mais empírico e de menor eficiência.

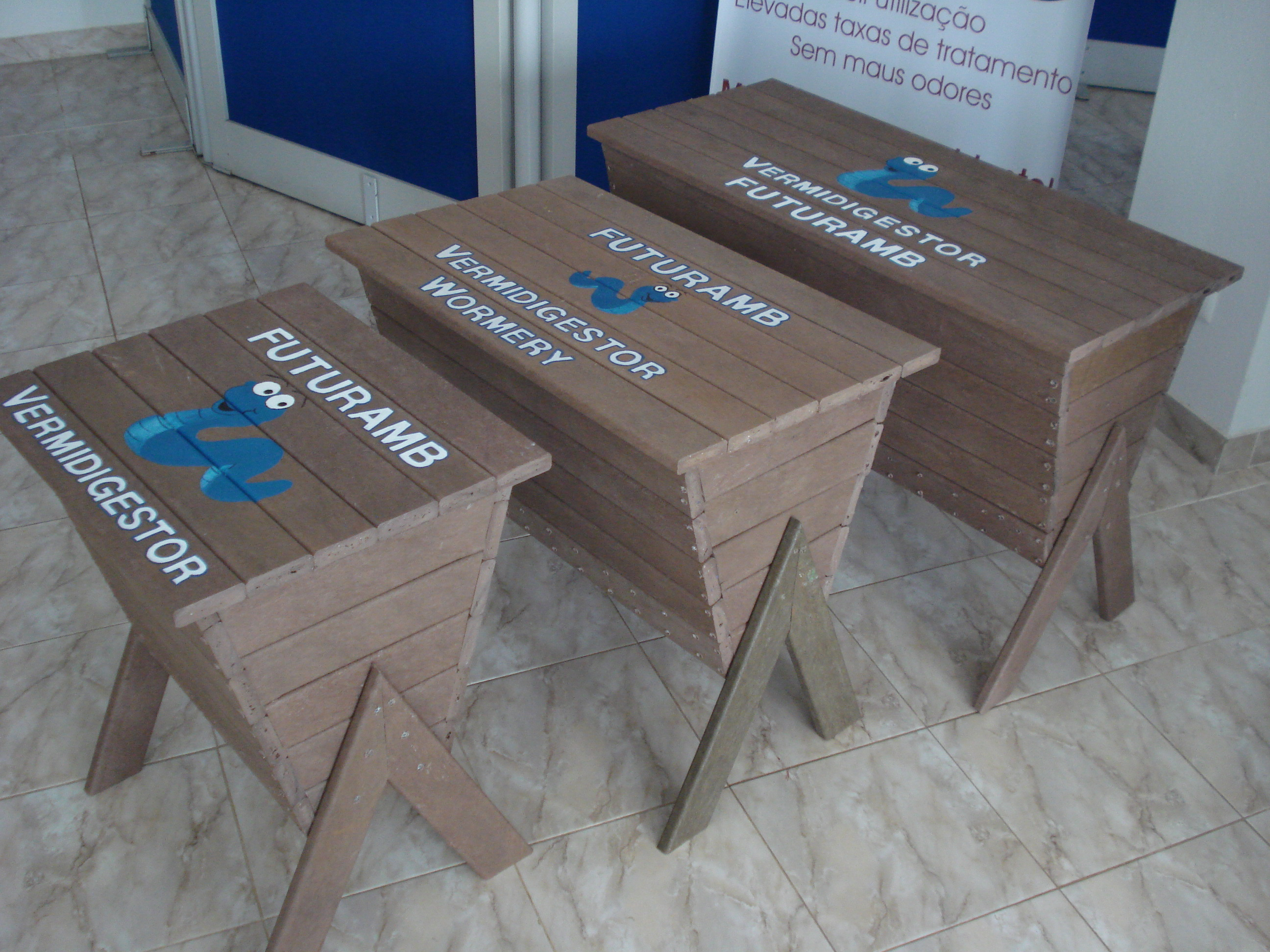
Exemplo de modelos domésticos de vermicompostagem - vermidigestores.